# James Richardson (Afrikaforscher)

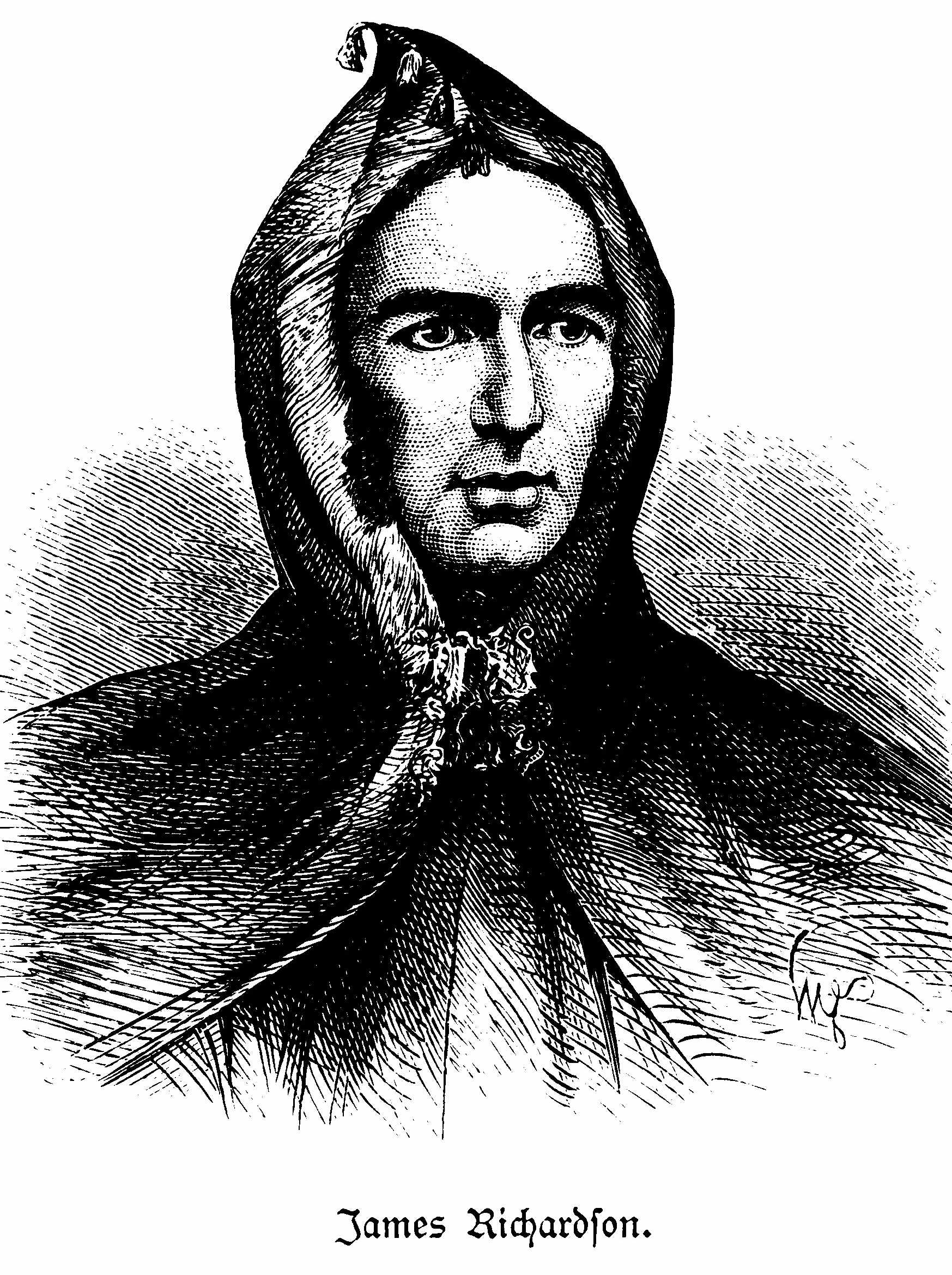
James Richardson

James Richardson (* 3. November 1809 in Boston, Lincolnshire; † 4. März 1851 in Ngurutua bei Kuka, Bornu) war ein britischer Missionar, Abolitionist und Afrikaforscher.

## Leben
Richardson war Gegner des Sklavenhandels, der um die Mitte des 19. Jahrhunderts noch in großem Stil zwischen dem Tschadsee und Tunis bzw. Tripolis betrieben wurde. Er hoffte, durch die Einführung des so genannten „legitimen Handels“, d. h. des Handels mit nicht-menschlicher Ware, den Sklavenhandel zum Erliegen bringen zu können. Auf Grund der Berichte früherer Reisender hatte er die Tuareg, die den Transsaharahandel kontrollierten, als Verbündete auserkoren. Die afrikanischen Händler sollten verstärkt europäische – vornehmlich britische – Fertigprodukte nach Innerafrika einführen und ausschließlich gegen einheimische Produkte, keinesfalls aber gegen Sklaven, eintauschen.

## Wirken

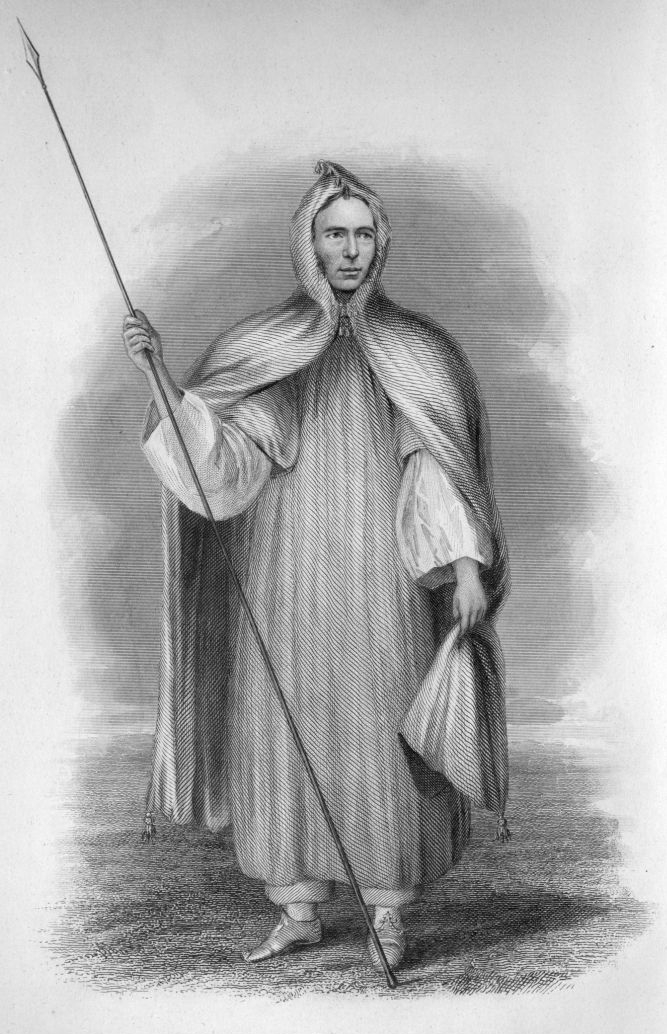
Ein 1848 veröffentlichtes Bild zeigt Richardson in ghadamesischer Kleidung.

Im Jahre 1843 wagte Richardson den Versuch, in das für Christen verbotene Marokko einzudringen und unter den dort lebenden und von der muslimischen Mehrheit unterdrückten Juden zu missionieren. Nachdem er des Landes verwiesen worden war, unternahm er im Jahre 1845 auf eigene Faust eine Forschungsreise über Tunis und Tripolis in Libyen mitten durch die Sahara nach Ghadames und Ghat. Hier sammelte er Informationen über die Tuareg, von denen er sich Unterstützung erhoffte, knüpfte wertvolle Kontakte mit den Anführern dieses Volkes und traf nach neunmonatiger, teilweise sehr beschwerlicher, Wanderung über Fessan wieder in Tripolis ein.
Nachdem er 1849 in seinen Travels in the great desert of Sahara eine Beschreibung dieser Expedition veröffentlicht hatte, gelang es ihm, die britische Regierung zur Ausrüstung einer Expedition in den Sudan und zum Tschadsee zu bewegen. Sein Hauptargument gegenüber den Regierungsstellen war die Steigerung des Exports von maschinell gefertigten Tuchen. Gleichzeitig sollte die Produktion von Baumwolle in Afrika gesteigert werden, und Großbritannien sollte den alleinigen Zugriff auf diese Anbaugebiete haben. Wie der ghanaische Historiker Adu Boahen in einer umfangreichen Studie zu den politischen und ökonomischen Hintergründen der britischen Afrikaforschung nachgewiesen hat, ging es Richardson persönlich aber primär um die Bekämpfung des Sklavenhandels, und die wirtschaftlichen Argumente dienten vornehmlich dazu, die Skeptiker im britischen Außenministerium für sein umstrittenes Projekt zu ködern.
Da in England keine geeigneten Wissenschaftler zu rekrutieren waren, wurden durch Vermittlung des preußischen Gesandten der Geograph und Historiker Heinrich Barth und der Geologe Adolf Overweg aus Berlin angeworben. Im März 1850 brach Richardson von Tripolis aus auf und ging zum zweiten Mal nach Ghat. Er war der erste Europäer, der die steinige Hochebene der Hammada durchquerte. Von dort aus setzte er seinen Weg nach Aïr (Asben) und Bornu fort. Im Verlauf der Expedition kam es zu einem Zerwürfnis zwischen Richardson und Barth, da der Deutsche seine Aufgabe weniger in der Förderung des britischen Außenhandels sah, sondern in der Erforschung der Kulturen und Geschichte Afrikas. In Taghelel im Damergou trennten sich ihre Wege.
James Richardson starb auf dieser Reise am 4. März 1851 in Ngurutua, sechs Tagereisen von Kuka entfernt. Nach seinem Tod übernahm Heinrich Barth die Leitung der Expedition. Die Verträge die Richardson und Barth mit afrikanischen Führern abgeschlossen hatten, wurden von der britischen Regierung nie ratifiziert, da während der Abwesenheit der Expedition die Route über das Nigerdelta erforscht und damit ein bequemerer Weg nach Innerafrika gefunden worden war.

## Werke
- Travels in the great desert of Sahara. 2 Bde. London 1849
- Narrative of a mission to Central Africa. 2 Bde. London 1853 – Seine Reisenotizen und Tagebücher wurden postum von Bayle Saint-John herausgegeben:
- Bericht ueber eine Sendung nach Centralafrika in den Jahren 1850 und 1851, auf Befehl und auf Kosten der Regierung Ihrer Majestaet von Grossbritannien. Leipzig 1853, (uni-hamburg.de)
- Travels in Morocco. 2 Bde. London 1859.